# II. Bumangamah
Katakyie Kwasi II. Bumangamah a ghánai Sefwi Wiawso Tradicionális Terület legfőbb királya és a dinasztikus rendek nagymestere, a ghánai államtanács tagja.

## Családja
Katakyie Kwasi II. Bumangamah felesége az az Obeng-dinasztiából származó Akua Sarwaah. Közös gyermekük Oheneba Nana Kwame II. Obeng, a Sefwi Obeng-Mim szubnacionális királyság uralkodója.

## Uralkodása
II. Bumangamah uralkodását a régió fejlesztése érdekében tett erőfeszítései határozták meg. Uralkodása alatt jelentős mértékben javult az oktatás és az egészségügyi ellátás színvonala, s számos új munkalehetőség is létrejött a törzsi királyság területén. A sportélet fejlesztése érdekében is aktívan munkálkodik, s a méltó lakhatási feltételek megteremtése érdekében lakásépítési projekteket is támogat. A király határozottan fellépett az illegális fakitermelés és bányászat felszámolása érdekében is.
A király népszerűségére jellemző, hogy 2021-ben az Észak-Nyugati Régió képviselőjeként a szavazatok 100%-ával választották be a ghánai államtanácsba.
Az uralkodó munkáját Dr. Christian D. Boyd főkancellár segíti.

## Alkotmányos státusa
Ghána államformája köztársaság, azonban az alkotmány elismeri a tradicionális uralkodók lokális és törzsi szuverenitását, s trónralépésüket a kormányzati szervek hagyják jóvá.